# Universitatea Bond
Universitatea Bond este prima universitate privată din  Australia. Campusul se află în Robina un cartier al orașului Gold Coast din sud-estul statului Quennsland. Universitatea a fost întemeiată în anul 1987 de Alan Bond fiind numită oficial universitate prin legea Bond University Act 1987